# Долгоносик рисовый
Долгоносик рисовый (лат. Sitophilus oryzae) — вид жуков из подсемейства трубконосиков семейства долгоносиков. Вредитель, наносящий вред хранящимся продуктам, включая рис.

## Описание
Длина взрослых особей около 2 мм. Взрослый жучок может летать и живет до 2 лет.

## Борьба
Борьба с вредителем включает установление и удаление всех потенциально зараженных жучком продуктов. Sitophilus oryzae на всех стадиях развития могут быть уничтожены замораживанием зараженной еды до −17,7 °С на 3 дня или нагреванием до 60 °С на 15 минут.